# 哀章
哀 章（あい しょう、? - 23年）は、中国の新代の武将・政治家。王莽配下の人物。益州広漢郡梓潼県の人。
元はただの学問の徒であったが、王莽にとりいり、その皇帝即位を促すための天命を伝える符命を偽造した。新王朝を建国し、皇帝に即位した王莽に取り立てられ、その重臣である四輔の一人となった。
その後は反乱軍の討伐に向かい、王莽に命じられ洛陽を守ったが、王莽の死後、更始帝の軍に洛陽を攻められ、捕らえられて処刑された。

## 事跡

### 王莽即位を支援
| 姓名           | 哀章                |
| 時代           | 新代                |
| 生没年         | ? - 23年（地皇4年） |
| 字・別号       | 〔不詳〕            |
| 本貫・出身地等 | 益州広漢郡梓潼県    |
| 職官           | 国将〔新〕          |
| 爵位・号等     | 美新公〔新〕        |
| 陣営・所属等   | 王莽                |
| 家族・一族     | 〔不詳〕            |

最初は長安で学問を行っていたが、平素から行いが悪く、大法螺を好んだ。
居摂3年（8年）、中国を統治していた漢は皇帝が即位せず、皇太子の劉嬰（孺子嬰）は赤子であったため、太皇太后の王政君とその甥にあたる王莽が漢の実権が握り、王莽が摂皇帝として天子を践祚（代行）して摂政として政治を司っていた。
このため、漢では、「王莽の真意は帝位につくことにある」と、王莽の意思を忖度して、王莽を帝位に付かせる符命（天や天を支配する天帝の意思を伝える「しるし」）をつくりあげ、王莽に取り入ろうとするものが相次いでいた。
哀章は、王莽が摂政していると知って、同じように考え、王莽を帝位につかせる功績をあげようと、ひそかに、銅製の匱をつくり、「天帝行璽金匱図」と「赤帝行璽邦伝予黄帝金策書」という、二つの札をつけた。そして、「王莽よ、真天下となれ。皇太后（王政君や王莽の娘である王氏のこと）は命の如くせよ」と書き記した。さらに、二つの札に、王莽の大臣となる8人（王舜・平晏・劉歆・甄邯・王尋・王邑・甄豊・孫建）の名を書き、縁起のいい名である王興と王盛の名も書き、さらに哀章自身の姓名も書き記し、総計11人の官爵を書き、「補佐とするように」と書いておいた。
この頃、朝廷では、宗室の広饒侯劉京・車騎将軍の千人（官職名）の扈雲・太保の属吏である臧鴻がそれぞれ「王莽が帝位につくことをうながす」内容の符命を奏上していた。
同年11月、王莽は太皇太后の王政君に上奏し、この符命を理由にして、「摂皇帝」ではなく、「仮皇帝」と呼ばれることとなった。
群臣たちは、王莽が群臣に奏上させて、王莽が真皇帝に即位しようとしているという王莽の真意を悟った。
哀章は、劉京が上奏した符命である斉郡で見つかった井戸や、扈雲の上奏した符命である巴郡で見つかった石牛の話を聞いて、その日に暮れに、黄衣を着て、漢の高祖（劉邦）廟にその匱を持参し、僕射に渡した。僕射が王莽に報告すると、王莽は、高祖の廟にみずから来て、金匱を受け拝した。
王莽は、天帝や漢の高祖の霊からの天命などがくだったものとして、これを機会に、孺子嬰を廃して、自ら皇帝に即位した。国号を新と改め、元号についても同年12月朔日をもって始建国元年と改めている。
始建国元年（9年）正月、王莽は、王政君から伝国璽を受け、符命にしたがって、漢の国号を取り去る。
哀章がつくった銅製の匱にあった二つの札の記述にもとづいて、王莽によって、新王朝を支える重臣が任じられた。
- 太傅・左輔・驃騎将軍・安陽侯　王舜は太師に任じられ、安新公に封じられる。
- 大司徒・防郷侯　　　　　　　　平晏は太傅に任じられ、就新公に封じられる。
- 少阿・羲和・京兆尹・紅休侯　　劉歆は国師に任じられ、嘉新公に封じられる。
- 広漢郡梓潼県の人　　　　　　　哀章は国将に任じられ、美新公に封じられる。

以上の四人が「四輔」とされ、位は「上公」とされた。
- 太保・後承・承陽侯　　　　　　甄邯は大司馬に任じられ、承新公に封じられる。
- 丕進侯　　　　　　　　　　　　王尋は大司徒に任じられ、章新公に封じられる。
- 歩兵将軍・成都侯　　　　　　　王邑は大司空に任じられ、隆新公に封じられる。

以上の三人が「三公」とされた。
- 太阿・右払・大司空・広陽侯　　甄豊は更始将軍に任じられ、広新公に封じられる。
- 軽車将軍・成武侯　　　　　　　孫建は立国将軍に任じられ、成新公に封じられる。
- 京兆の人　　　　　　　　　　　王興は衛将軍に任じられ、奉新公に封じられる。
- 京兆の人　　　　　　　　　　　王盛は将軍に任じられ、崇新公に封じられる。

以上の四人が、「四将」とされた。
また、上記11人を総称して「十一公」とされた。
このように哀章は、王莽の新王朝の重臣「十一公」の中でも、最上位にあたる「四輔」の一人となることができた。哀章が「縁起がよい名」という理由で名を二つの札に書いた王興は、もとの城門令史であり、王盛は、餅売りに過ぎなかった。王莽は、（哀章のつくった）符命を見て、王興・王盛という姓名の人物、十数人探し、その二人の容貌が占いや人相の面からよかったため、平民から登用して、その神性を見せつけた。
その他の人物は、全て、郎に任じられ、その日に、卿大夫・侍中・尚書の官に任じられものはおよそ数百人にのぼり、劉氏の宗族で、太守となっていたものたちは全て異動させた諫大夫に任じた。

### 新代での事跡
哀章は国将の地位に就いても、やはり昔からの行いの悪さは改まらず、その行いは王莽配下の中でも特に、清々しくなかった。また、諸公（十一公）たちは皆、その親族を軽んじ、いやしんでいた。
天鳳元年（14年）3月、そこで、王莽は特に選んで和叔の官（四輔の属官の一つ）を設置し、哀章のために和叔の官に勅命をくだした「ただ、国将の家族を守るだけでなく、西（哀章の故郷である広漢郡梓潼県は西の地にある）の地にいる親族たちも保護するように」。
地皇3年（22年）冬、新への反乱勢力が各地で勃興してきた。新の太師の王匡（以下、本記事では「王匡（新）」と表記）・更始将軍の廉丹は赤眉軍の董憲と戦い、敗北して、廉丹が戦死した。
国将であった哀章は王莽に進言した「黄帝の時代に、中黄直（人物名）が大将となり、蚩尤を破って、撃ち殺しました。現在、私は当時の中黄直の位にあります。私を山東平定に向かわせていただきたいのです」。王莽もこれに従い、哀章を東方に派遣して、太師の「王匡（新）」と合流させて、反新の軍に当たらせている。
地皇4年（23年）3月、王莽に反乱を起こしていた緑林軍が、劉玄を皇帝に立てた（更始帝）。緑林軍は南陽郡の宛を囲んだ。緑林軍には、劉縯・劉秀（後の光武帝）兄弟も参加していた。
3月、王莽は詔を行った「太師の王匡・国将の哀章・司命の孔仁・兗州牧の寿良・卒正の王閎・揚州牧の李聖は速やかに所管の軍と州郡の兵、あわせておよそ30万の軍を率いて、青州・徐州の盜賊を追い詰め捕らえるように。納言将軍の荘尤・秩宗将軍の陳茂・車騎将軍の王巡・左隊大夫の王呉は速やかに所管の軍と州郡の兵、あわせておよそ10万の軍を率いて、前隊の醜虜を追い詰め捕らえるように。降伏したものは生かされるということは明確に告げよ。また、惑うて解散しないものは、皆、力を合わせて攻撃し、せん滅するようにせよ。大司空・隆新公王邑は、宗室の親族であり、かつては虎牙将軍として、東に向かえば、反虜を破り壊し、西を撃てば、逆賊を打ち破った。これ（王邑）は、新室の威を示す宝と言える臣である。狡猾な賊が解散しないなら、すぐに大司空（王邑）を将とする100万の軍に征伐させ、絶滅させるであろう！」。このように、哀章は国将として、王匡（新）らとともに、東方の赤眉の討伐にあたることになった。
王莽は、七公に仕えるすぐれた士である隗囂ら72人を天下に分けてつかわし、この赦令を下して教え諭そうとした。しかし、隗囂らは出発した後、逃亡してしまっている。
同年5月には、劉縯により宛が陥落し、6月に、昆陽において、劉秀によって、王邑の軍も敗れた（昆陽の戦い）。
同年8月、哀章は王莽に命じられ、王匡（新）とともに洛陽を守備した。更始帝（劉玄）は配下の定国上公王匡 （王匡（新）とは別人）に洛陽を攻撃させ、西の王莽がいる長安へは大将軍の申屠建と丞相司直の李松に（長安の南を守る）武関を攻撃させた。
同年9月、長安を攻撃された王莽は戦死し、同月に、洛陽を攻撃された哀章と王匡（新）は捕らえられ、更始帝の根拠地である宛へ護送されて処刑されている。

## 関連記事
- 新末後漢初